# KV63
KV 63 est le nom donné à l'avant-dernier tombeau découvert dans la vallée des Rois, en 2006, dans la nécropole thébaine sur la rive ouest du Nil face à Louxor en Égypte, par l'équipe d'archéologues de l'Université de Memphis (États-Unis) conduite par Otto J. Schaden. La précédente découverte remontait à 1922, la tombe inviolée du pharaon Toutânkhamon (KV62). 
Elle aurait été découverte à quatre mètres sous le niveau du sol, enterrée sous des gravats et des pierres issus du creusement postérieur de tombes et d'éboulement naturel, et à peine à cinq mètres de la tombe de Toutânkhamon. La KV 63 était prévue à l'origine pour Kiya, la mère du pharaon.
L'hypogée rectangulaire contenait une vingtaine de grandes jarres fermées à l'aide de cachets royaux et cinq momies avec des masques funéraires colorés reposant dans des sarcophages de bois inviolés.
L'étude approfondie de la tombe prend du temps, mais les premières analyses transmises par Zahi Hawass (alors dirigeant du Conseil suprême des Antiquités égyptiennes) laissent penser qu'elle daterait de la XVIIIe dynastie et qu'elle était destinée à l'épouse ou au fils d'un souverain, ou à un prêtre ou un haut responsable de la cour. Il semble probable que ce petit hypogée (3 m2) était prévu à l'origine pour ne recevoir qu'un sarcophage. On ne sait pas encore si le commanditaire de la tombe fait partie des cinq momies retrouvées ni si les objets présents dans la tombe lui sont contemporains. L'agencement chaotique des jarres laisse penser que l'enterrement (du moins le dernier) aurait pu être réalisé à la hâte.